# Pule Maraisane
Pule Maraisane, född 3 januari 1995, är en sydafrikansk fotbollsspelare som har spelat för Gais i superettan.

## Spelarkarriär
Maraisane började sin karriär med Stars of Africa Football Academy.
Sommaren 2014 anlände han till GD Tourizense i portugisiska tredjeligan.
Våren 2015 värvades Maraisane till Gais i svenska Superettan. Kontraktet gjordes klart i mars, men övergången dröjde ända till maj. Maraisane misslyckades dock i Gais, och efter åtta matcher i superettan 2015 och tre matcher i superettan våren 2016 lämnade han klubben under sommaren.

### Landslag
Maraisane har representerat Sydafrika på U20-nivå sju gånger och gjort tre mål.